# 中島隆信
中島 隆信（なかじま たかのぶ、1960年9月1日 - ）は、日本の経済学者。慶應義塾大学商学部教授。専門は応用経済学。神奈川県出身。

## 人物
寺、障害者、「オバサン」、刑務所といった、経済学とは縁遠く見える対象を、経済学の視点から一般向けに論じた著書で知られる。また、『大相撲の経済学』を著すなど大相撲にも造詣が深く、大相撲野球賭博問題を契機として設置された日本相撲協会「ガバナンスの整備に関する独立委員会」の委員に就任し、副座長として年寄名跡の売買禁止などを内容とする相撲協会改革案についての意見書を取りまとめたが、結果としてほぼ現状維持の形で相撲協会が公益法人に移行したことには批判的であった。

## 略歴

### 学歴
- 1979年3月  栄光学園高等学校卒業
- 1983年3月  慶應義塾大学経済学部卒業
- 1985年3月  慶應義塾大学大学院経済学研究科修士課程修了
- 1988年3月  慶應義塾大学大学院経済学研究科博士課程単位取得退学
- 2001年11月　博士（商学）（慶應義塾大学、学位請求論文『日本経済の生産性分析 : データによる実証的接近』）

### 職歴
- 1985年5月  日本銀行金融研究所客員研究生（1986年10月まで）
- 1988年4月　慶應義塾大学商学部助手
- 1991年4月  同商学部助教授
- 2001年4月  同教授
2003年10月  財務省財務総合政策研究所特別研究官
- 2007年8月  慶應義塾大学休職、内閣府大臣官房統計委員会担当室長（2009年3月まで）
- 2009年4月  慶應義塾大学復職、商学部教授
2010年7月 日本相撲協会「ガバナンスの整備に関する独立委員会」委員（2011年2月まで）[5]
2014年2月  内閣府統計委員会委員長代理（2014年12月まで、任期途中で辞任）
2019年4月 日本高等学校野球連盟「投手の障害予防に関する有識者会議」座長（2019年11月まで）

### 受賞
- 2001年 義塾賞（慶應義塾大学、 『日本経済の生産性分析』による）
- 2006年 日経・経済図書文化賞（日本経済新聞社・日本経済研究センター、『障害者の経済学』による）

## 著作

### 単著
- 『日本経済の生産性分析 データによる実証的接近』日本経済新聞社、2001年6月。ISBN 9784532132088。
- 『大相撲の経済学』（東洋経済新報社、2003年；ちくま文庫、2008年）
- 『お寺の経済学』（東洋経済新報社、2005年；ちくま文庫、2010年）
- 『障害者の経済学』（東洋経済新報社、2006年；増補改訂版：東洋経済新報社、2011年；新版：東洋経済新報社、2018年）
- 『これも経済学だ！』（ちくま新書、2006年）
- 『オバサンの経済学』（東洋経済新報社、2007年）
- 『子どもをナメるな－賢い消費者をつくる教育』（ちくま新書、2007年）
- 『刑務所の経済学』（PHP研究所、2011年）
- 『こうして組織は腐敗する 日本一やさしいガバナンス入門書』(中公新書ラクレ、2013年)
- 『家族はなぜうまくいかないのか 論理的思考で考える』（祥伝社新書、2014年）
- 『経済学ではこう考える』慶應義塾大学出版会 2014
- 『高校野球の経済学』東洋経済新報社 2016
- 『「笑い」の解剖』慶應義塾大学出版会 2019

### 共編著
- Sources of Total Factor Productivity for Japanese Manufacturing Industries, 1964-1988: Issues in Scale Economies, Technical Progress, Industrial Policies and Measurement Methodologies, Keio Economic Observatory Monograph Series, Keio University, Tokyo, 1994. （with K. Yoshioka and M. Nakamura）
- 『実証経済分析の基礎』（慶應義塾大学出版会、1997年；吉岡完治と共編）
- 『公共投資の経済効果』（日本評論社、1999年；吉野直行と共編）
- 『テキストブック経済統計』（東洋経済新報社、2000年；北村行伸、木村福成、新保一成と共著）
- 『テキストブック入門経済学』（東洋経済新報社、2001年；黒田昌裕と共著）